# Shmoo圖
在電機工程學領域裡，shmoo圖是一個圖形化顯示，反應一個條件範圍或輸入的系統元件變化。

## 源起
shmoo圖的起源，是不清楚的。它是參考1966年的电气电子工程师学会的論文。 其它早期的參考是來自IBM 2365處理器儲存元件的手冊。
shmoo圖的發明，有些人把功勞歸於VLSI名人堂的羅伯特．休斯頓(Robert Huston, 1941-2006)。因為休斯頓在1967年前並未擔任測試工程師，這可能不是真的。